# Annaty
Annaty (łac. annata, -ae f) – opłaty wnoszone przez duchownych na rzecz papiestwa, stanowiące równowartość rocznych dochodów z nadanego przez kurię rzymską beneficjum konsystorialnego, płacone od XIII do XVII w.. 
Początkowo (XI–XII w.) annaty płacono metropolitom i biskupom, a dopiero od XIII w. przekazywane były do Rzymu. 
Od XVI w. podejmowano próby zatrzymania annat w Polsce z przeznaczeniem na obronę kraju. Annaty jako poważne obciążenie finansowe powodowały też opór kleru oraz były krytykowane przez pisarzy Odrodzenia m.in. Jana Ostroroga. Począwszy od roku 1543 w Koronie, od 1607 roku w Wielkim Księstwie, arcybiskupi i biskupi byli zobowiązywani przez sejmy do wpłacania annat do skarbu, koronnego i litewskiego, w przeciągu roku od objęcia godności, kwoty równej tej, jaką wysyłali do Rzymu. Miała być ona przeznaczona na obronę. Realizacja tych uchwał uzależniona była jednak od zgody papieża, a postulaty sejmików dowodzą, że tej nie było. Ostatecznie zanikły w XVII w..